# Zła noc
Zła noc (oryg. Mala Noche) – amerykański film sensacyjny z 1986 roku w reżyserii Gusa Van Santa, zrealizowany na podstawie autobiograficznej powieści Walta Curtisa. Zdjęcia kręcono w Portlandzie w stanie Oregon.

## Fabuła
Młody Amerykanin ubiega się o względy meksykańskiego emigranta.

## Obsada
- Doug Cooeyate jako Johnny
- Nyla McCarthy jako Betty
- Ray Monge jako Roberto Pepper
- Robert Lee Pitchlynn
- Tim Streeter jako Walt Curtis

## Recenzje
Film spotkał się z pozytywnym odbiorem krytyków. Agregujący recenzje filmowe serwis Rotten Tomatoes, w oparciu o dwadzieścia jeden omówień, okazał obrazowi 95-procentowe wsparcie. Według Seana Axmakera (Turner Classic Movies Online), obraz stanowi "studium zaślepienia i odrzucenia, euforii i frustracji". Rob Humanick (Slant Magazine) podsumował Złą noc jako dzieło "zmysłowe".